# Zushi

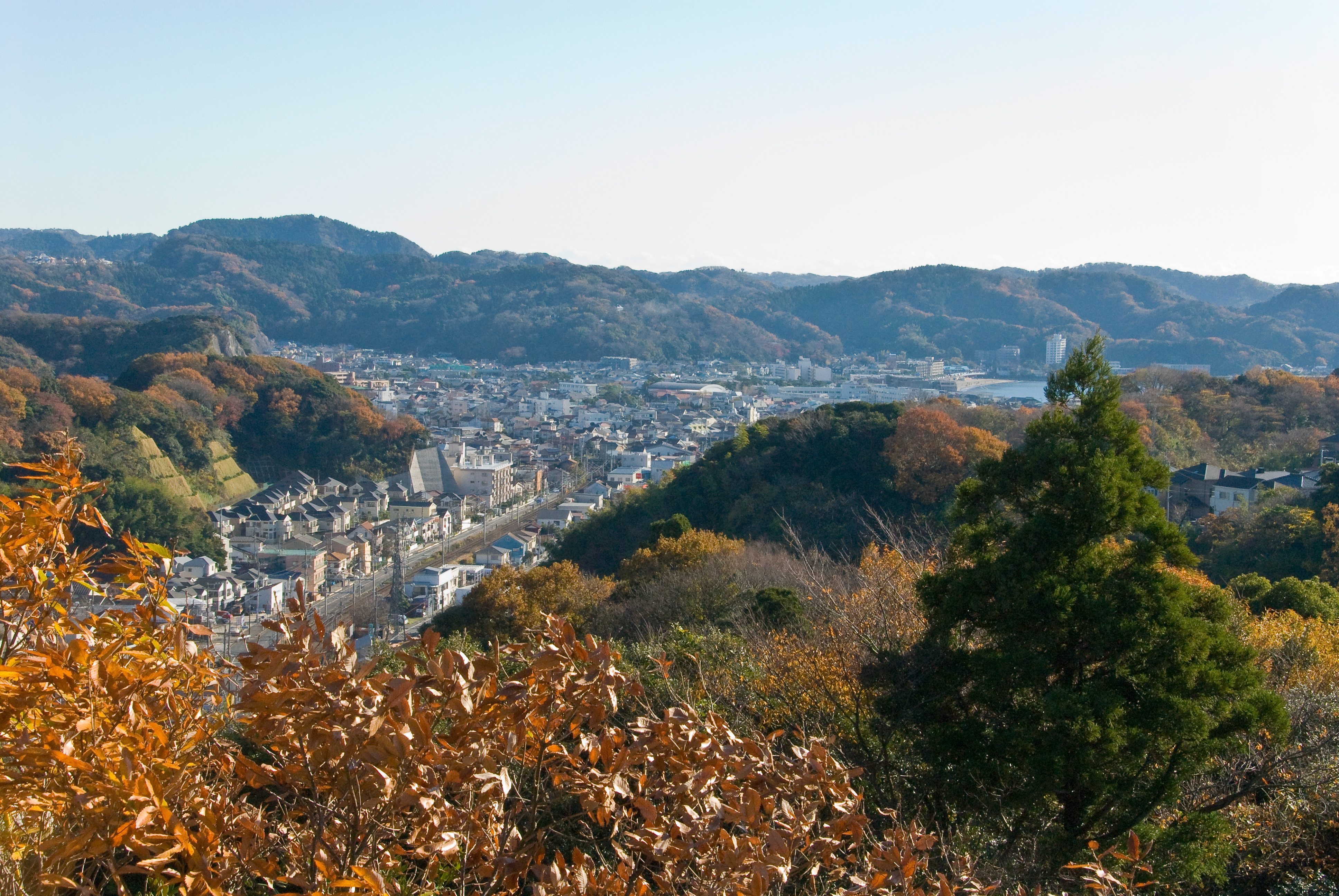
Zushi

Zushi (逗子市 Zushi-shi?) este un municipiu din Japonia, prefectura Kanagawa.